# なーむくん
なーむくんは、2010年（平成22年）に奈良県で開かれた平城遷都1300年祭関連のマスコットキャラクターの一つ。

## 概要
平城遷都1300年祭の公式キャラクターせんとくんに批判的な南都二六会により発表された。
しかし、その後せんとくんと和解する方向に方針転換し、2008年（平成20年）10月25日から始まった「ゆるキャラまつりin彦根〜キグるミさみっと2008〜」でひこにゃんの仲介で仲直りする姿を公開した。
南都二六会側は「あくまで共に奈良を盛り上げるための和解であり、仏に失礼なせんとくんの姿を認めたわけではない」としている。同年12月7日には、初めてまんとくんとの対面も実施された。
本名は「南都なーむ」。
名前は「南無」に由来し、
聖徳太子の生まれ変わりとの設定で聖徳太子の少年時代をモチーフとした姿をしている。眉と目は十七条憲法にちなむ漢数字の「一七」で表現されている。
なお、聖徳太子が活躍した時代は平城遷都より100年前の時代であり、平城京が置かれた現在の奈良市近辺の地域との関連も深くはない。